# Yelena Baturina
Yelena Nikolayevna Baturina ( en ruso: Елена Николаевна Батурина; nacida el 8 de marzo de 1963) es una empresaria multimillonaria internacional y filántropa de origen ruso. Tiene su base en Austria.  Estuvo casada con Yury Luzhkov, alcalde de Moscú (de 1992 a 2010), hasta su muerte en 2019.
En 1991 fundó Inteco, una empresa de inversión y construcción, la dirigió durante 20 años y la vendió en 2011.

## Biografía
Baturina es una moscovita que, después de graduarse de la escuela secundaria, comenzó a trabajar como técnica de diseño en la planta de herramientas industriales Frezer (donde trabajaban sus padres).
- 1980-1982: en la planta de Frazer, técnica de diseño y, después, ingeniera de diseño superior del Departamento de Tecnología Principal;
- 1982-1989: en el Instituto de Desarrollo Económico Integrado de Moscú, investigadora; en la Unión Rusa de Cooperativas Unidas, jefa de la Secretaría; en la Comisión de actividades cooperativas de Mosgorispolkom, especialista superior.
- desde 1989 se dedica a actividades empresariales privadas;
- 1991-1994: en la sociedad de responsabilidad limitada "Inteco", directora;
- 1994-2011: en la sociedad anónima abierta "Inteco", presidenta;
- 2006–2011: subdirectora del grupo de trabajo interdepartamental sobre el proyecto nacional prioritario "Viviendas asequibles y confortables para los ciudadanos rusos", miembro de la comisión sobre el desarrollo de viviendas asequibles dependiente del Presidente de la Federación de Rusia para la implementación de proyectos nacionales prioritarios y política demográfica.

Baturina conoció a su futuro esposo, Yury Luzhkov, en 1987 cuando ambos trabajaban en Mosgorispolkom, una comisión municipal de la era soviética. Baturina y Luzhkov se casaron en 1991. Después de la jubilación de su esposo, Baturina se mudó a Austria y trasladó la sede de su empresa a Europa.

## Carrera

### Inteco
En 1989, Baturina lanzó su primera empresa, que se dedicaba principalmente a software y hardware informáticos. En 1991, Baturina fundó su propia empresa, Inteco ("Inteko" (Интеко) en ruso), que se centraba en la construcción, aunque comenzó como un negocio de plásticos.
A mediados de los años 90, Inteco entró en el negocio de la construcción, centrándose en el desarrollo de materiales y tecnologías avanzadas para el trabajo de fachadas, la construcción con cemento, ladrillo y hormigón vertido, el diseño arquitectónico y el negocio inmobiliario.
En 2001, Inteco adquirió de un particular la participación mayoritaria en una de las principales fábricas de construcción de viviendas de Moscú, DSK-3. Tras la modernización, la planta de construcción proporcionaba 500.000 metros cuadrados de viviendas al año. Esta adquisición, según las entrevistas de Baturina, se convirtió en el punto de partida de la principal actividad de construcción de la empresa. 
En 2005, Inteco vendió su fábrica de cemento por un valor estimado de 800 000 dólares estadounidenses al Grupo Eurocement con el fin de consolidar los recursos financieros y administrativos que la empresa necesitaba para la implementación de los programas de construcción previstos. 
En 2006, Baturina fue nombrada directora adjunta del grupo interministerial en el marco del proyecto nacional "Viviendas asequibles y cómodas para los ciudadanos rusos". 
Poco después, Inteco vendió también DSK-3, un productor de edificios prefabricados, y se concentró por completo en la construcción de viviendas monolíticas y bienes inmuebles comerciales.
En 2007, los ingresos de la empresa, según sus propios datos, ascendieron a 1.000 millones de dólares.
A finales de 2008, junto con Gazprom y Ferrocarriles Rusos, Inteco fue incluida en la lista de 295 empresas estratégicas del país.
En 2010, Baturina fue nombrada uno de los mayores contribuyentes de Rusia; los impuestos aportados al presupuesto estatal en 2009 ascendieron a 4 000 millones de rublos. En 2009, el 99% de la empresa era propiedad de Baturina y el 1% restante figuraba en el balance de la propia empresa. La cartera de proyectos en desarrollo era de más de 7.000.000 de metros cuadrados y la capacidad de producción de cemento superaba los 0,6 millones de toneladas al año.

### Desarrollo inmobiliario
A finales de 2015, Baturina abrió una oficina en Nueva York para supervisar su inversión de 10 millones de dólares en edificios comerciales que adquirió en el centro de Brooklyn y estudiar las perspectivas de desarrollar un proyecto de construcción.
En noviembre de 2016, las estructuras de Baturina lanzaron un proyecto de construcción y desarrollo en Europa. Su empresa adquirió un terreno en la costa de Limassol, Chipre. La construcción del edificio de apartamentos de alta gama Symbol Residence se lanzó en 2019, la inversión total en el proyecto superó los 40 millones de euros y la construcción se completó en 2022.  

### Construcción de membranas
En otoño de 2015, las estructuras de Baturina se convirtieron en un inversor estratégico de Hightex GmbH, una empresa global de construcción de membranas con sede en Rimsting, Alemania.

### Energía renovable
Desde 2014, el Investment Group de Baturina ha estado desarrollando un proyecto para generar, utilizar y comercializar energía renovable en Europa.   En 2018, la empresa de Baturina lanzó el primer proyecto ESCO (Energy Services Company) en Chipre.

## Filantropía
Elena Baturina ha estado involucrada en organizaciones benéficas locales e internacionales desde los años 90. El objetivo principal de sus proyectos benéficos es transformar el mundo y la sociedad para mejor, basándose en los principios de la sostenibilidad, el pensamiento de diseño y la inversión en el poder de la mente creativa de la próxima generación.
Desde 2012, la Fundación BE OPEN ha sido el vehículo de la filantropía internacional de Elena Baturina. BE OPEN es una “iniciativa cultural y social registrada en Suiza que tiene como objetivo convertirse en un puente entre las grandes mentes de nuestro tiempo y las nuevas mentes prometedoras de la próxima generación a través de un sistema de conferencias, concursos, exposiciones, clases magistrales y eventos artísticos”.
BE OPEN ha estado cooperando activamente con diseñadores de renombre mundial, marcas internacionales, instituciones educativas y culturales y organismos estatales, es decir, el Gobierno de la India, la Autoridad del Gran Londres, el Municipio de Milán, la Exposición Universal EXPO y muchos otros.
Durante dos años, la Sra. Baturina fue fideicomisaria del Consejo del Fondo del Alcalde para Londres.
La Sra. Baturina también es vicepresidenta de Maggie's, una organización benéfica con sede en el Reino Unido que ofrece apoyo práctico, emocional y social gratuito a personas con cáncer. También es miembro del Consejo de Administración de Maggie's en Londres, que se encarga de coordinar todas las actividades de recaudación de fondos de Maggie's en Londres.

## Fundación BE OPEN
BE OPEN es una iniciativa cultural y social creada en 2012 y financiada por Elena Baturina con el “objetivo de aprovechar la capacidad intelectual de los líderes creativos a través de un sistema de conferencias, concursos, exposiciones, clases magistrales y eventos artísticos”.
“BE OPEN es un proyecto internacional, multidisciplinario y multifacético a largo plazo que se compromete a convertirse en un puente entre las grandes mentes de nuestro tiempo (filósofos, sociólogos, diseñadores, arquitectos, artistas, editores, escritores, empresarios y líderes de opinión) y las nuevas mentes prometedoras de la próxima generación. También se esfuerza por ayudar a los principales pensadores y creativos contemporáneos a reunirse con los medios de comunicación y los negocios, discutir sus ideas y visiones y, en última instancia, hacer que el cambio suceda”.
La fundación se lanzó en la Semana del Diseño de Milán de 2012. Trabajando en colaboración con la publicación líder de diseño Interni, la fundación tuvo una presencia significativa en el Fuori Salone.
BE OPEN volvió a la Semana del Diseño de Milán en 2013 con una experiencia multisensorial centrada en la sinestesia, explorando la superposición entre el color y el gusto, el olfato y la vista representados en la Casa de los Sentidos, diseñada por el arquitecto francés Christophe Pillet y en 2015 con una fascinante exposición del Jardín de las Maravillas dedicada al rediseño de marcas de perfumes extintas.
En 2014, con el apoyo del Gobierno y los ministerios de la India, BE OPEN creó una importante exposición de obras de prometedores diseñadores locales en Delhi para alentar a los artesanos a explorar formas alternativas de utilizar las habilidades tradicionales y mantenerlas vivas. “Hecho en… India” se convirtió en un hito importante para muchos de los diseñadores participantes.
Otros eventos de diseño globales importantes de los que BE OPEN ha formado parte a lo largo de los años son Design Basel con una exposición de proyectos de estudiantes de las mejores escuelas de diseño europeas, Design Miami con una conferencia sobre diseño sensorial.  Festival de Diseño de Londres con una instalación en Trafalgar Square, Mesa redonda del Chelsea College of Art sobre diseño de sonido y otros.
BE OPEN ha trabajado con el Fondo del Alcalde de Londres, la Oficina del Alcalde y GLA en una serie de programas benéficos.  
Cada "aparición pública" de BE OPEN es un evento multifacético que incluye la celebración de los ganadores de concursos estudiantiles dedicados con exposiciones y ceremonias de premios. 
Durante los últimos cuatro años, la fundación ha estado ejecutando un programa de competencia plurianual en apoyo de los Objetivos de Desarrollo Sostenible de la ONU. Entre los socios del programa se encuentran Cumulus Global Association of Art and Design Education y Student Energy. El próximo concurso Design Your Climate Action se centrará en el ODS n.°13.
En 2020, BE OPEN creó una galería en línea sin fines de lucro, BE OPEN Art, para ofrecer a los artistas emergentes de todo el mundo la oportunidad de ser vistos y un punto de partida para construir conexiones entre los creadores y coleccionistas de hoy. La galería abrió para ayudar a combatir los desafíos que la comunidad creativa tuvo que enfrentar debido al COVID-19.
En 2023, BE OPEN Art amplió sus operaciones para ejecutar BE OPEN Regional Art, una serie de concursos para artistas emergentes, cuyo objetivo es apoyar a aquellos cuyo arte mejor representa sus identidades regionales, culturales y étnicas. Cada etapa regional dura tres meses, por lo tanto, se realizan cuatro etapas al año, y se nombra un ganador para cada una de ellas. Los ganadores regionales obtienen premios en efectivo, mientras que una selección de obras de arte que mejor representan a la región forma una exposición, con el fin de compartir el arte con el público en general y celebrar a los artistas involucrados.
En junio de 2023, en el Centro de Artes Visuales e Investigación de Nicosia, BE OPEN Art organizó una exposición de obras de arte seleccionadas de la región del Mediterráneo Oriental. A la exposición asistieron los artistas participantes y sus familias, representantes de los Ministerios de Educación y Cultura de Chipre, el municipio de Nicosia, miembros de las comunidades académicas, artísticas y empresariales, invitados de la isla, etc.   
En noviembre de 2023, BE OPEN habló de sus iniciativas de sostenibilidad y educación en la Cumbre de Estudiantes sobre Energía y en el Centro Educativo de las Conferencias Globales de la ONU COP28. Más tarde, BE OPEN también participó en la Conferencia y Exposición ICSDI 2024, la Cumbre Ministerial MED9 sobre Educación para el Desarrollo Sostenible y el Foro de la CEPE sobre EDS: Empoderando a los Jóvenes para Futuros Sostenibles, así como en ISEC 2024 - Conferencia Internacional sobre Energía Sostenible.

## Vida personal
En 1991, Baturina se casó con Yuri Luzhkov. En 1992 nació su primera hija, Elena, seguida en 1994 por Olga.
Elena Baturina posee una casa en Aurach, Austria, y pasa mucho tiempo allí.
De 1999 a 2005, Baturina fue presidenta de la Federación Ecuestre de Rusia. Baturina logró recaudar fondos para desarrollar el deporte ecuestre en Rusia hasta el nivel suficiente para tal competencia.
Hasta principios de la década de 2010, fue propietaria de la finca de cría de caballos "Veedern", fundada en el siglo XVIII. Después de una importante reconstrucción, la finca ahora cría con éxito caballos Hannoverianos y Trakehner.  En 2020, pasó a manos de Alexander Luzhkov, el hijo menor de Yury Luzhkov.
Baturina dirige la Fundación BE OPEN que creó en 2012.   BE OPEN trabaja en estrecha colaboración con el Fondo del Alcalde de Londres. Baturina fue fideicomisaria del Fondo del Alcalde de Londres de 2017 a 2019. 

### Riqueza personal
En 2024, la lista de multimillonarios de Forbes sitúa a Baturina en el puesto 2287 con 1300 millones de dólares y la fuente de su riqueza son “inversiones, inmuebles, Self Made”.
Baturina afirma poseer una de las mayores colecciones privadas de porcelana imperial rusa. Los expertos estiman que su valor total supera los 250 millones de dólares.
En 2024 se celebró una conferencia internacional dedicada a los problemas de catalogación de colecciones de arte privadas, con especial atención al desarrollo del catálogo “Guerra y paz en la porcelana rusa. De la colección de Elena Baturina”. Destacados historiadores del arte, destacadas personalidades públicas, directores de museos y conservadores discutieron su visión y experiencia de trabajo con colecciones privadas y de museos de porcelana y otros objetos de arte.
Natalia Sipovskaya, directora del Instituto Estatal de Estudios de Arte, doctora en Historia del Arte y editora científica de la publicación, habló a continuación específicamente sobre el trabajo sobre “Guerra y paz en la porcelana”. Según informó, el catálogo se creó a partir de la colección privada de porcelana imperial más grande del mundo, propiedad de Elena Baturina. La elaboración del catálogo llevó siete años e involucró a más de 100 especialistas, y la publicación resultante se convirtió en un gran avance en los estudios de historia del arte de la porcelana.
Los tres volúmenes y 1.500 páginas contienen fotografías y textos únicos: el análisis de obras excepcionalmente importantes desde la época de Catalina la Grande hasta los últimos años del reinado de Nicolás II permitió a los autores crear verdaderamente una enciclopedia de porcelana imperial. Sus hallazgos están ilustrados y respaldados por más de 1.200 fuentes gráficas, 800 documentos de archivo, 300 nombres de comisarios y propietarios iniciales, y alrededor de 50 proyectos de formas y bocetos originales publicados por primera vez.
Tres volúmenes, titulados de acuerdo con los artículos, incluyen “GLORIA. Porcelana imperial: piezas de presentación”, “GUERRA. Objetos pintados con figuras militares” y “PAZ. "Porcelana ceremonial de vajilla" contiene descripciones detalladas de 1.500 artículos de los 2.000 de la colección en general, y cubren todos los eventos significativos en la historia de la porcelana rusa, reflejando también el contexto histórico y artístico, las fechas de creación, los nombres de los comisionados y destinatarios de los obsequios de porcelana, la historia de su existencia reconstruida a partir de cientos de fuentes de archivo.

## Honores y premios
Baturina ganó el Premio Estatal de la Federación Rusa de Ciencia y Tecnología en 2003. Inteco y sus proyectos han ganado numerosos premios y concursos, entre ellos: el premio "Olimpo de la construcción rusa" por "Arquitectura y planificación del diseño" (2008); "Marca del año/EFFIE 2007"; premio nacional por "Construcción y Bienes Raíces" (2008); premio International Star of Leadership por calidad en la 13.ª convención internacional Business Initiative Directions  (BID) (París, 2009), premio nacional "Compañía del año" por "Mejor empresa de inversión y construcción en Rusia en 2009" (2009);  Premio internacional por tecnología y calidad (Madrid, 2010);  Premio internacional de construcción (Francia, 2011).